# Joseph Uriot
Joseph Uriot, né à Nancy le 17 mars 1713 et mort à Stuttgart 18 octobre 1788, est un professeur, homme de théâtre et franc-maçon français, plus connu en Europe pour ses Lettres d'un franc-maçon en 1742.

## Biographie
À l'âge de 15 ans, il joue dans Thémistocle, tragédie de Pierre du Ryer adaptée pour le collège des Jésuites de Nancy. En 1742, il fait paraître à Francfort les Lettres d'un franc-maçon à Mr. de Vaux, première tentative pour exposer sereinement au public allemand le projet maçonnique et le convaincre de son innocence. Sa présence à Francfort, véritable plaque tournante des échanges culturels et maçonniques franco-allemands, est étroitement liée à l’activité théâtrale, maçonnique et diplomatique : Uriot inaugure le nouveau théâtre de Francfort le 17 juin 1742, lors de festivités qui marquent l’événement sur le plan international.
Quittant Francfort en octobre 1742, Uriot arrive à Bruxelles quelque temps après et, le 3 janvier 1743, il ouvre la saison du Théâtre de la Monnaie pour deux mois seulement. Il a cependant le temps de prendre part à la loge « Égalité », comme il le signale dans Le Secret des francs-maçons mis en évidence, paru l'année suivante à Francfort et La Haye.
Il poursuit sa carrière de comédien à Bayreuth où, de 1745 à 1759, il joue dans la troupe de la cour du margrave Frédéric. Il y épouse, en 1750, Jeanne-Claude La Plante, comédienne dans la même troupe. Le 12 mai 1757, il débute sans succès à la Comédie-Française, dans le rôle de Lusignan du Zaïre de Voltaire, puis retourne à Bayreuth. Appelé à la cour de Stuttgart en 1760, il est engagé comme comédien et comme bibliothécaire particulier du duc Charles II de Wurtemberg. Il y côtoie d'autres artistes français comme Noverre ou les Dugazon[réf. nécessaire] et continue à publier des ouvrages sur la franc-maçonnerie, ainsi que des descriptions de fêtes qu'il organise à l'occasion d'événements princiers.
Vers la fin de sa vie, il participe à la rédaction d'un Nouveau dictionnaire de la langue allemande et française qui paraît à Mannheim en 1782. Il avait également enseigné l'histoire à la célèbre Académie caroline, ou Haute école Charles (de), où Cuvier et Schiller purent l’apprécier.

## Publications sur la franc-maçonnerie et divers sujets
- Lettres d’un franc-maçon à Mr. de Vaux (Francfort 1742, nouvelle édition 1743 ; lire en ligne).
- Le Secret des francs-maçons mis en évidence (Francfort et La Haye 1744 ; lire en ligne).
- Le Véritable Portrait d’un franc-maçon (1745)
- Le Véritable Portrait d’un franc-maçon, écrit par Mr. Uriot à un de ses amy (Bayreuth 1749)
- Discours prononcé à l’ouverture de la bibliothèque publique fondée par le duc régnant de Wurtemberg et Teck le onze février MDCCLXV (Stuttgart 1765)
- La vérité telle qu’elle est contre la pure vérité (Stuttgart 1765)
- Lettre de Mr. U** à Me la comtesse de M** (Erlangen 1766)
- Lettres sur la franche-maçonnerie, par Mr. Uriot, bibliothécaire et lecteur de S.A.S. Monseigneur le Duc Régnant de Würtemberg et Teck (Stuttgart 1769)
- Discours sur la richesse et les avantages du duché de Würtemberg, prononcé le XI février 1770 (Stuttgart 1770 ; lire en ligne).
- Sur l’établissement de l’Ecole militaire à la Solitude (Stuttgart 1781)
- Description de l’Académie Caroline de Stouttgard, librement traduite en français (Stuttgart 1784)

## Œuvres de théâtre
- Complimens prononcés sur le Grand Théatre de Bruxelles (Bruxelles 1743)
- Odes sur la naissance de S.A.S. Monsgr. le Margrave de Brandenbourg-Culmbach-Bayreuth (Bayreuth 1745)
- Description des fetes données pendant quatorze jours à l’occasion du jour de naissance de Son Altesse Serenissime Monseigneur le Duc régnant de Wurtemberge et Teck, le onze fevrier MDCCLXIII (Stuttgart 1763 ; lire en ligne).
- L’Amour fraternel, opera-ballet allégorique à l’arrivée de Fréderic de Wirtemberg et de son épouse à la Solitude (Stuttgart 1775)
- Le Temple de la Bienfaisance, ballet donné par l’Academie-Militaire de la Solitude (Stuttgart 1775)
- Fête allégorique pour célébrer le jour de la naissance de Madame la Comtesse de Hoheneim (Stuttgart 1777)
- Les Fêtes thessaliennes, opera-ballet allégorique représenté sur le Grand théâtre de Stoutgard pour célébrer l’arrivée de Leurs Altesses impériales Paul Petrovitch, grand duc de Russie, et Marie Federowna, grande duchesse de Russie, née princesse de Wirtemberg-Stoutgart, le […] du mois de septembre 1782 (Stuttgart 1782)
- La Naissance de Félicité, fête donnée sur le Grand théâtre de Stoutgard (Stuttgart 1782)